# Parque nacional St. Lawrence Islands
El parque nacional de las Mil Islas  (en francés: parc national des Mille-Îles; en inglés: Thousand Islands National Park) o parque nacional de las Islas San Lorenzo es un pequeño parque nacional canadiense que se encuentra en la región de las Mil Islas del río San Lorenzo. Las islas son efectivamente las cimas gastadas de la superficie de las antiguas montañas. Esta región, el eje Frontenac, el escudo Canadiense se conecta a las montañas Adirondack de Nueva York. 
El parque consta de veintiuna islas más pequeñas y muchos islotes y un centro de visitantes en Mallorytown. Fue creado en 1904 y tiene una superficie total de 9 km². La ciudad más cercana es Brockville en Ontario.
Gran parte del parque sólo es accesible por barco. Hay instalaciones para pícnic y hay escasez de instalaciones para acampar en varias islas.